# Бетсі Жолас
Бетсі Жолас (фр. Betsy Jolas, 5 серпня 1926, Париж) — французька композиторка, піаністка, органістка.

## Біографія
Народилася в літературній родині єврейсько-американського походження: батько — письменник Юджин Джолас (1894-1952), мати — перекладачка Марія Мак-Дональд (1893–1987), вони заснували в Парижі міжнародний журнал літературного авангарду. В 1940–1946 роках жила в США. Повернувшись, займалася композицією з Даріусом Мійо та Олів'є Мессіаном в Паризької консерваторії.
Сестра, Тіна Жолас (1929–1999) — етнологиня та перекладачка. Син — джазовий трубач Антуан Ільюз.